# Johannes Korndörfer
Johannes Korndörfer  ist ein deutscher Musiktheoretiker, Kirchenmusiker und Komponist.

## Leben
Seit 1998 ist Korndörfer Dozent und Organisator der Komponistenklasse Dresden, die er selbst vorher von 1991 bis 1998 besuchte. Er studierte bis 2006 Komposition, Musiktheorie und Klavier bei Jörg Herchet, Clemens Kühn, John Leigh sowie Christine Haupt. Seine Ausbildung setzte er mit einem Musikwissenschaftsstudium fort. Korndörfer lehrt seit 2006 Musiktheorie an der Musikhochschule Dresden, am verbundenen Sächsischen Landesgymnasium für Musik, seit 2010 an der TU Dresden und seit 2011 an der Berliner Universität der Künste. Der Musiktheoretiker veröffentlichte 2009 ein Buch über den Komponisten Bernd Alois Zimmermann.
Johannes Korndörfer wurde 1998 in das Amt des Schifferkirchenorganisten der Kirchgemeinde Maria am Wasser in Dresden-Hosterwitz berufen. In der Kantorei leitete er gemeinsam mit Matthias Herbig mehrere Chöre und das von ihm gegründete Ensemble Maria am Wasser.

## Schriften
Monografien
- Zimmermanns Intercomunicazione: Regel und Freiheit beim Komponieren. VDM Verlag Dr. Müller, 2009, ISBN 978-3-639-15632-4.

Aufsätze
- Christoph Bernhards Figurenlehre im Werk von Heinrich Schütz. In: Clemens Kühn und John Leigh / Hochschule für Musik Carl Maria von Weber Dresden (Hrsg.): Systeme der Musiktheorie. Sandstein Verlag, Dresden 2009, ISBN 978-3-940319-64-7, S. 85.
- 45 Minuten Zeitdehnung und Kugelgestalt. Vom Wert Neuer Musik im Unterricht. In: Felix Diergarten, Ludwig Holtmeier, John Leigh und Edith Metzner / Hochschule für Musik Carl Maria von Weber Dresden (Hrsg.): Musik und ihre Theorien. Clemens Kühn zum 65. Geburtstag. Sandstein Verlag, Dresden 2010, ISBN 978-3-942422-06-2, S. 172.